# محمدعلی ارتقایی
میرزا محمدعلی ارتقایی مشهور به ادیب العلمای تبریزی فرزند میرزا محسن ادیب العلماء بود.

## تحصیلات
او بعد از یادگیری مقدّمات از پدرش، نزد اساتیدی چون سید محمدحسن الهی طباطبایی، محمد الهامی (معروف به سلمانی)، میرزا عمران علیزاده و آیت الله میرزا محسن کوچه‌باغی تبریزی تحصیل کرد.
ارتقایی علاوه بر علوم دینی، در کاشی کاری و هنر خطاطی کوفی، ریحان، ثلث، محقق، اجازه، یاقوتی، رقعه، نسخ، تذهیب و نیز خط فارسی خط نستعلیق، شکسته، و سایر خط‌های تحریری مهارت داشت.

## کارهای ماندگار
- تحریر نستعلیق کتاب حدیقه المحسنین، نوشته عبدالمناف چستدوزانی که در سال ۱۳۸۰ قمری در مطبعه مصباحی به چاپ رسیده است.
- تحریر کتاب در مکتب علی (شرح موضوعی ۳۷ جمله از نهج‌البلاغه)، نوشته میرزا عمران علیزاده، چاپ ۱۳۹۶ هجری در چاپخانه حکمت تبریز
- تحریر نستعلیق و ثلث کتاب شفیع المذنبین، نوشته میرزا محسن کوچه‌باغی در ۹۳۵ صفحه که به وسیلهٔ مؤسسه گراور میرزا عبدالوهاب شعاری گراور و طبع شد

همچنین از تحریرات خط نسخ، مصحف قران در دست فرزندان او به باقی مانده که به جهت ضعف و بیماری ناقص رها شد.

## وفات
میرزا محمدعلی ارتقایی در روز شنبه اول محرم ۱۴۲۳ برابر با ۲۵ اسفند ۱۳۸۰ فوت و در گورستان وادی رحمت تبریز، قطعه صدیقین دفن شد.